# Buffalo Bill greift ein
Buffalo Bill greift ein ist ein US-amerikanischer Western aus dem Jahr 1947 von Bernard B. Ray mit Richard Arlen in der Titelrolle.

## Handlung
Der Unternehmer J. B. Jordon ist sich bewusst, dass einige scheinbar wertlose Ländereien im Westen tatsächlich reich an unerschlossenem Öl sind und möchte die Ländereien günstig erwerben, eine Aktiengesellschaft gründen und ihre Anteile mit großem Gewinn verkaufen. Als die Pläne des Unternehmens von Siedlern vereitelt werden, die den Verkauf verweigern, engagiert Jordon eine Bande örtlicher Gesetzloser, um die Siedler zu terrorisieren. Als Teil des Plans erschießen drei Mitglieder der Bande, darunter ihr heimlicher Anführer, der Geschäftsmann E. D. Simpson, einen indianischen Pelzjäger und beschuldigen den Rancher Tom Russell des Mordes, indem sie die Pelze in Toms Hütte deponieren.
Im nahegelegenen Redfield erzählt Simpson dem Sheriff, dass er gesehen habe, wie Tom den Indianer erschoss. Bevor der Sheriff Tom verhaften kann, entdeckt der Stamm des Mordopfers, angeführt von Brave Eagle, die versteckten Pelze und greift Toms Ranch an. Während des Kampfes reitet Toms Freundin Dale Harrington, deren Vater Steve Toms Partner ist, los um Hilfe zu holen. Sie trifft auf Buffalo Bill, der von der Armee geschickt wurde, um den Siedlern zu helfen. Er kann den Angriff der Indianer stoppen und seinen alten Freund Brave Eagle überzeugen, drei Tage lang zu warten. Bis dahin hofft er, die Identität des wahren Mörders herausgefunden zu haben. Tom lässt sich nach Absprache mit Buffalo Bill vom Sheriff verhaften. Auf Simpsons Befehl hin planen die Gesetzlosen unterdessen, Buffalo Bill zu töten, indem sie ihn in ihr Versteck locken und die Tür so manipulieren, dass beim Öffnen automatisch ein Gewehr auf ihn feuert. Buffalo Bill ahnt jedoch die Falle und nimmt nach einem erbitterten Kampf den Gesetzlosen Jeff gefangen. Am nächsten Tag beauftragt Buffalo Bill zwei indianische Späher, Young Bird und White Mountain, die Straße in der Nähe des Verstecks zu überwachen. Er berichtet Dale und Steve von seinem Verdacht, dass die Gesetzlosen ihr Land wollen, weil es Öl enthält. Der verschwiegene Jeff bricht unterdessen aus dem Gefängnis aus, gerade als Buffalo Bill und der Sheriff ihn freilassen wollen. Buffalo Bill verfolgt Jeff, der Simpson um Hilfe bittet. Um nicht entlarvt zu werden, erschießt Simpson Jeff und erzählt Buffalo Bill, dass er in Notwehr gehandelt habe.
Am Morgen des dritten Tages sieht Young Bird Simpson zum Versteck reiten und folgt ihm. Nachdem Simpson seinen Männern befiehlt, Dale zu entführen, wird Young Bird außerhalb des Verstecks gefasst. Bevor Young Bird eingesperrt wird, ruft er nach seinem Pferd, das daraufhin White Mountain alarmiert. Währenddessen verlässt Steve sein Ranchhaus, um Wasser zu holen. Dale wird von den Gesetzlosen entführt, die eine Lösegeldforderung hinterlassen. Während Steve loseilt, das Geld für Dales Freilassung zu beschaffen, beobachtet White Mountain, wie Dale von den Gesetzlosen verschleppt wird und erstattet Buffalo Bill Bericht. Mit der Hilfe von White Mountain schleicht sich Buffalo Bill in das Versteck ein und überwältigt die Gesetzlosen. Die befreite Dale reitet in die Stadt, um Steve aufzuhalten, während Buffalo Bill die Gesetzlosen dazu zwingt, die Identität ihres Anführers preiszugeben. Zur gleichen Zeit reiten die Indianer, nachdem sie ihr Versprechen gehalten haben, los, um Tom aus dem Gefängnis zu holen. Nachdem Steve, der nichts von Dales Befreiung weiß, sein Eigentum an Simpson überschreibt, zwingt Brave Eagle den Sheriff, Tom auszuliefern. Mit der Besitzurkunde über Steves Land enthüllt Simpson seine Pläne und verkündet, dass er und seine Männer das Land übernehmen werden. Buffalo Bill, Steve und die Truppe des Sheriffs machen sich auf den Weg zur Harrington-Ranch und treffen sich mit den Indianern und Tom. Buffalo Bill überzeugt Brave Eagle, sich mit ihm zusammenzuschließen, um die wahren Mörder zu besiegen. Simpson und seine Männer werden schließlich in die Flucht geschlagen. Später verabschieden sich die dankbaren Steve, Dale und Tom, die herausgefunden haben, dass ihr Land tatsächlich ölreich ist, herzlich von Buffalo Bill.

## Hintergrund
Gedreht wurde der Film vom 1. bis zum 15. November 1946 auf der Iverson Movie Ranch in Chatsworth.

## Veröffentlichung
Die Premiere des Films fand am 19. April 1947 statt. In der Bundesrepublik Deutschland kam er 1950 in die Kinos.

## Kritiken
Der Kritiker des TV Guide sah einen Film, in dem der Held für seine Untersuchungen beinahe skalpiert worden wäre ein Schicksal, dass besser die Produzenten ereilt hätte.
Das Lexikon des internationalen Films schrieb: „Handfester, ideenloser Routinewestern.“